# Calle 183
La Avenida San Antonio o Avenida Calle 183 es una calle que se encuentra en el norte de la ciudad de Bogotá y funciona con direcciones oriente y occidente.

## Historia
La Calle 183 fue una vía que inicialmente existió en la localidad de Usaquén, desde el Centro Comercial Panamá sobre la Autopista Norte hasta la Carrera Séptima. Con la inauguración del Centro Comercial Santafé se creó el puente vehicular sobre la Autopista Norte, permitiendo la ampliación de la vía.
En noviembre de 2018 fue inaugurada la ampliación de 2.05 kilómetros de la vía para dejarla de tres carriles por sentido en la localidad de Usaquén, descongestionando el transporte público ya que por la vía pasan las rutas alimentadoras de TransMilenio Verbenal, San Antonio y El Codito.
En 2020 fue completada la ampliación desde el sector del barrio Guicaní hasta la futura ampliación de la Avenida Boyacá sin que haya sido puesta en servicio al no haber salida, por lo que será resuelta en una nueva obra que se está construyendo actualmente.

## Trazado
Esta avenida comienza en la Carrera Séptima, luego sigue hacia el occidente, donde a la altura del Canal Torca se convierte en doble calzada atravesando a través de un puente la Autopista Norte para llegar finalmente hasta la conexión con la Avenida Boyacá. Esta avenida cruza por los barrios San Antonio, Villas de Andalucía, Verbenal, Rincón del Puente, Mirandela, Nueva Zelandia, Guicani y San José de Bavaria.

## Sitios importantes en la vía
- Estación Ferrocarril San Antonio (Usaquén)
- El Centro Comercial Santafé (Suba)
- Patio Garaje Transmilenio (Suba)
- Universidad Pedagógica Nacional campus Valmaria (Suba)

## Transporte público

### Servicios alimentadores
Portal Norte
- 2.1 Mirandela: En su trazado tiene parada frente al Centro comercial Santafé.
- 2.3 San Antonio: Entre la Carrera 7 y la Autopista Norte.
- 2.4 El Codito:[4] último paradero en la Carrera 7A de regreso al Portal
- 2.10 Verbenal: Entre la carrera 20 y la Autopista Norte.
- 2.11 Andalucía: Entre la carrera 11 y la Autopista Norte.

### Servicio complementario
- 18-3 Auto Norte Estación Terminal - Germania[5]

### Servicios especiales
- 18-13 Lomitas y Capilla[6]

- 18-14 Torca[7]

### Servicios urbanos
- B309 Lijacá[8]
- B916 K916 Balmoral Norte - Fontibón[9]
- B917 C917 Terminal Norte - Santa Cecilia
- B919 L919 Terminal Norte - Gaviotas[10]

- F918 B918 Patio Bonito - Terminal Norte[11]

- E44 Mirandela - El Uval[12]

- 442 Sabana del Dorado - Mirandela[13]

- 661 Terminal Norte - Península[14]
- T25 Terminal Norte - Potosí[15]

- TC10 circular Portal Norte[16]